# Pier Paolo Ciurlia
Pier Paolo Ciurlia (Gattinara, 2 luglio 1980) è un liutista italiano.

## Biografia

### Formazione musicale
Sotto la guida del Maestro Tiziano Bagnati, Pier Paolo si dedica allo studio del liuto, della tiorba, della vihuela, della chitarra barocca e dell'arciliuto, diplomandosi con il massimo dei voti in liuto e strumenti antichi a pizzico presso il Conservatorio di Venezia.
Si diploma successivamente in Prepolifonia, canto gregoriano e paleografia musicale con il maestro Lanfranco Menga.

### Attività concertistica
Concertista dal 2007, ha suonato in qualità di solista e basso continuo con direttori di fama internazionali come Ton Koopman, Stefano Montanari, Attilio Cremonesi, Claudio Scimone. Ha anche collaborato con l‘Accademia Bizantina, Teatro la Fenice di Venezia, l'Ensemble Oktoechos, la Cappella Marciana di Venezia, Creator Ensemble, Musica Venezia, Il Gene Barocco, e l’Ensemble Corelli.
In 2010, è liutista solista per l’Orchestra del Teatro la Fenice di Venezia, allora diretta da Stefano Montanari.
Nello stesso anno, si produce al Szymanowski Philharmonique di Cracovia per il festival internazionale Misteria Paschalia. Tiene successivamente delle conferenze per l'Università Ca Foscari di Venezia, e per il Trinity College Connecticut.
Nel 2010, esce il suo primo libro dedicato alla figura del compositore Hieronymus Kapsberger, prima biografia esistente dedicata a lui. Successivamente, si dedica alla trascrizione dell'oratorio di Giovanni Bononcini, San Nicola di Bari, prima edizione, rivista e corretta in tempi moderni.
La sua carriera concertistica lo porta fino in Francia, dove vive dal 2016.
In novembre 2016, suona in qualità di solista alla biennale de musica contemporanea a Kopernica, in Slovenia, con Michele Marelli e Mario Caroli.
Questi ultimi anni, si dedica ad un'attività concertistica solistica, producendosi con il liuto rinascimentale, la vihuela e la tiorba, comparando diverse tradizioni musicali europee e extra-europee.

## Discografia
- Fra Calli e Palazzi : Ensemble “MusicaIncanti”, diretto da Marco Vincenzi, MASI, 2009.
- Ghirlanda Sacra, World Premier Recording, Ensemble Primi Toni, diretto da Nicola Lamon, TACTUS 2013.

## Opere pubblicate
- Johann Hieronymus Kapsberger, nobile Alemanno, una biografia, Armelin Musica (2010).
- San Nicola di Bari, Oratorio di Giovanni Bononcini, Roma, 1695 M.A.P. Editions; Prima Edizione (2015).

## Premi
- Primo premio del concorso Internazionale di musica di camera « Gaetano Zinetti » per il disco Fra Calli e Palazzi.